# Estación Labardén
Labardén es una estación ferroviaria ubicada en el partido de General Guido, provincia de Buenos Aires, Argentina.

## Servicios
Hasta principios de 2007 corrían servicios de pasajeros a cargo de la empresa Ferrobaires entre Constitución y Tandil.
Esporádicamente corren formaciones de carga de la empresa Ferrosur Roca.
Durante 2022 se realizaron obras en esta estación, para el retorno del servicio de pasajeros a Tandil durante ese año, no llegando a lograrse.

## Origen del nombre
El nombre de esta estación proviene del dramaturgo, docente, abogado y periodista porteño Manuel José de Lavardén (1754-1809).